# JetConnect
JetConnect – nieistniejące nowozelandzkie linie lotnicze z siedzibą w Auckland. 
Oferowały loty między miastami Nowej Zelandii i wschodniego wybrzeża Australii (Brisbane, Sydney, Melbourne). 
Linie w całości należały do australijskiego przewoźnika Qantas i były stowarzyszone z sojuszem Oneworld. W listopadzie 2018 ostatni samolot przekazany został właścicielowi, kończąc tym samym działalność linii. 

## Flota
Jetconnect użytkował w przeszłości następujące samoloty:
| Samolot        | Samolot  | Okres dostawy | Okres wycofania | Uwagi |
| Model          | Wycofane | Okres dostawy | Okres wycofania | Uwagi |
| -------------- | -------- | ------------- | --------------- | ----- |
| Boeing 737-300 | 13       | 2002-2005     | 2004-2009       |       |
| Boeing 737-400 | 4        | 2006-2009     | 2011            |       |
| Boeing 737-800 | 8        | 2009-2011     | 2008-2018       |       |
| Łącznie        | 25       |               |                 |       |